# Frédéric Bobin
Frédéric Bobin, né le 27 avril 1978 au Creusot, en Saône-et-Loire, est un guitariste et auteur-compositeur-interprète français. Depuis le début de sa carrière, il a fait paraître 6 albums.

## Biographie
Il étudie la guitare classique avant d'écrire dès les années de lycée des chansons avec son frère aîné Philippe Bobin. 
Après des études de lettres modernes à Dijon (mémoire de maîtrise sur les textes de Boris Vian), il se lance en 2001 dans l'aventure professionnelle, enregistrant en 2002 et 2004 deux albums (Les Salades, puis Les Choses de l’Esprit), écrits en collaboration avec son frère Philippe et circule dans tout le pays (guitare voix, deux guitares acoustiques, quartet jazz). Il reçoit plusieurs distinctions dont le Prix du jury et le Prix de la ville de Paris au Tremplin de la chanson Georges Brassens en 2004. 
En 2007, il quitte la France pour le Sénégal où il participe à un spectacle de danse contemporaine (The Scales of Memory, Les Écailles de la Mémoire), et à une tournée aux États-Unis. 
Il sort en 2008 l’album Singapour, remarqué par la presse écrite (Chorus, Je Chante, Longueur d'Ondes, Francofans) et par la radio (France Inter, RFI, France Bleu, France Culture, RCF, Radio Suisse Romande). 
Il reçoit de nouveaux prix dont le Prix du Jury aux Rencontres Matthieu Côte 2009 (Sémaphore en Chanson) et le Prix du Jury aux Découvertes du Festival Voix de Fête 2010, à Genève, le Grand Prix du Carrefour de la Chanson 2012 et fait partie des Découvertes du Festival Les Francos Gourmandes organisé à Tournus par les Francofolies de La Rochelle et participe en 2011 au festival Nouvelles voix en Beaujolais. 
Son dernier album, Les Larmes d'Or, est sorti en janvier 2018.

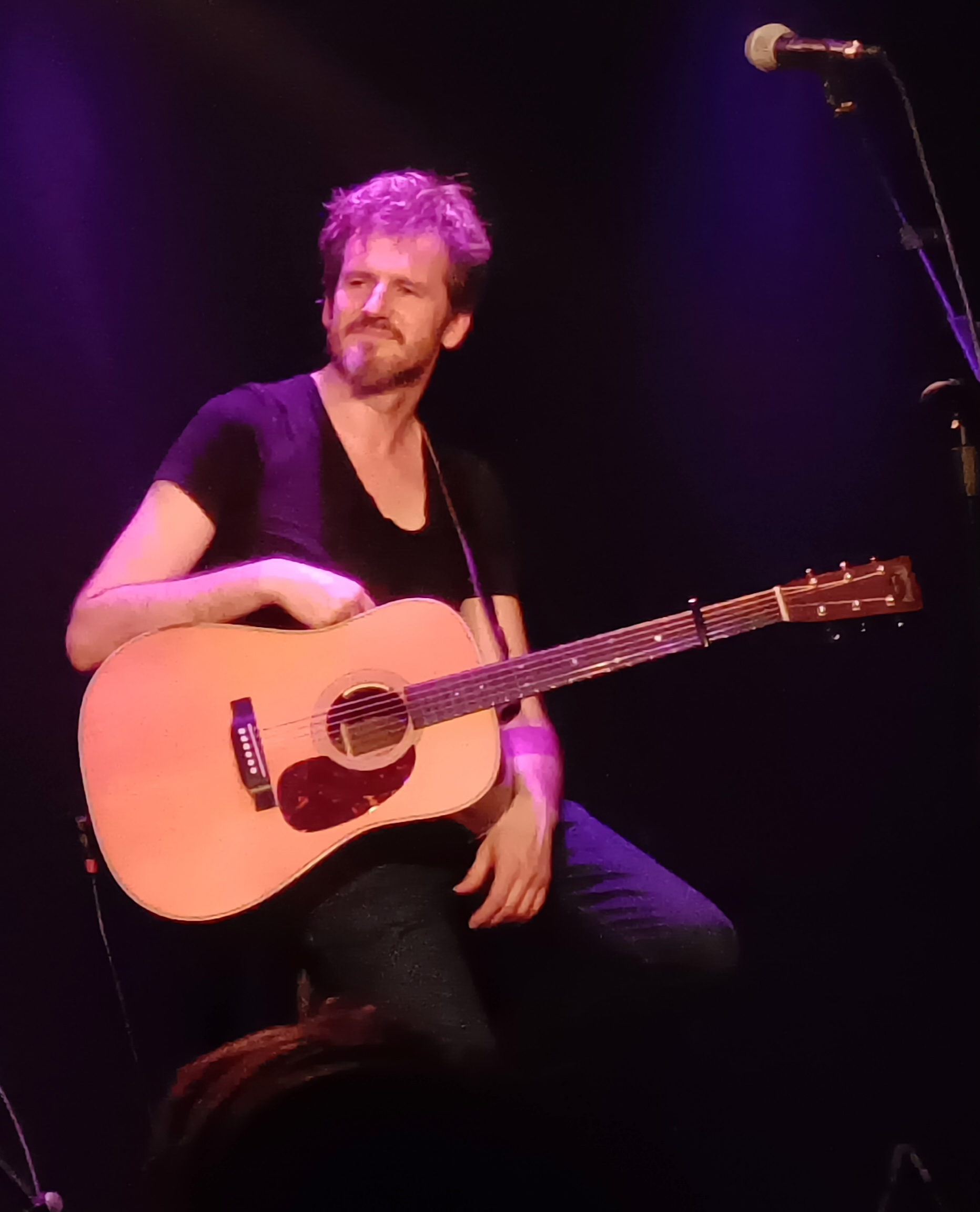
Frédéric Bobin en concert à Ivry-sur-Seine le 25 janvier 2025.

Il est invité le 17 février 2018 (21h) à présenter son nouvel opus (au chant, à la guitare électrique et à la guitare folk) en duo avec la musicienne Hélène Piris (au violoncelle, à la basse et aux chœurs) au Crescent Jazz Club à Mâcon lors d'une soirée "carte blanche radio Aléo" autour de la chanson française (organisée pour la toute première fois par le Crescent et la radio mâconnaise Aléo, soutien de longue date du chanteur).
En 2019, il participe au projet Place Hubert Mounier en hommage au fondateur de L'Affaire Louis' Trio aux côtés d'un collectif de musiciens lyonnais qui comprend Les Chics Types, Stan Mathis, Joe Bel, Carmen Maria Vega, Kent, Buridane, Billie, Denis Rivet, le groupe Khaban, Nikolas K, Le Voyage de Noz et They Call Me Rico.
En 2023, il compose deux musiques pour l'album Et la vie coulait de la chanteuse Nicole Rieu : Les héritiers et La vallée.

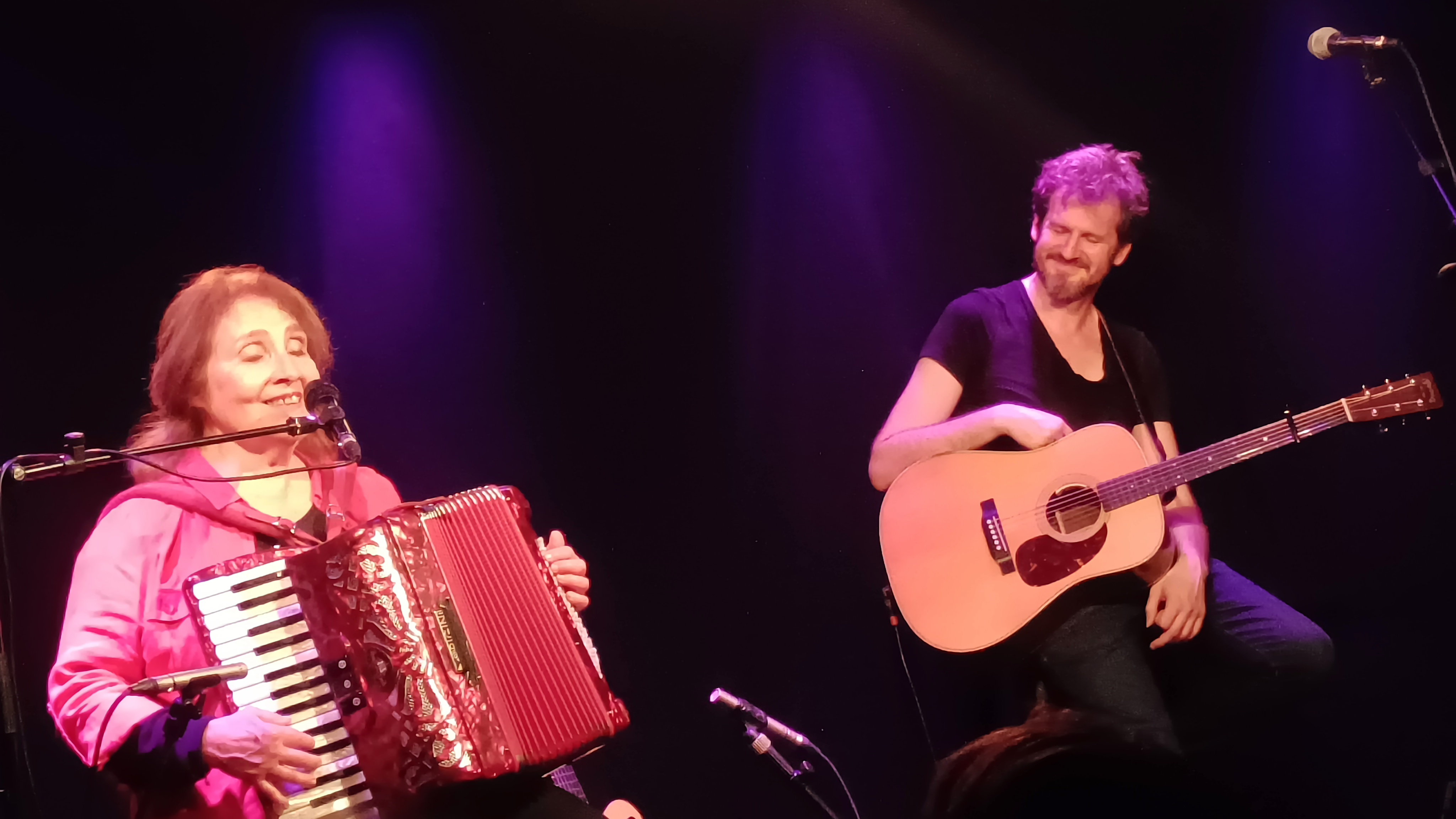
Frédéric Bobin et Michèle Bernard en concert à Ivry-sur-Seine le 25 janvier 2025.

## Discographie

### Albums studio
- 2002 : Les salades
- 2004 : Les Choses de l’esprit
- 2008 : Singapour
- 2012 : Le premier homme[6]
- 2018 : Les larmes d'or
- 2023 : Que tout renaisse